# 2016-os labdarúgó-Európa-bajnokság (selejtező – H csoport)
A 2016-os labdarúgó-Európa-bajnokság selejtezőjének H csoportjának mérkőzéseit tartalmazó lapja.
A csoportban hat válogatott, Olaszország, Horvátország, Norvégia, Bulgária, Azerbajdzsán és Málta szerepelt. A csoportból Olaszország és Horvátország jutott ki az Európa-bajnokságra. Norvégia pótselejtezőt játszik.

## Tabella
| Hely. | Csapat       | M  | Gy | D | V | G+ | G– | Gk  | P  | Továbbjutás                           |     | Olaszország | Horvátország | Norvégia | Bulgária | Azerbajdzsán | Málta |
| ----- | ------------ | -- | -- | - | - | -- | -- | --- | -- | ------------------------------------- | --- | ----------- | ------------ | -------- | -------- | ------------ | ----- |
| 1.    | Olaszország  | 10 | 7  | 3 | 0 | 16 | 7  | +9  | 24 | Kijutott a 2016-os Európa-bajnokságra |     | —           | 1–1          | 2–1      | 1–0      | 2–1          | 1–0   |
| 2.    | Horvátország | 10 | 6  | 3 | 1 | 20 | 5  | +15 | 20 | Kijutott a 2016-os Európa-bajnokságra |     | 1–1         | —            | 5–1      | 3–0      | 6–0          | 2–0   |
| 3.    | Norvégia     | 10 | 6  | 1 | 3 | 13 | 10 | +3  | 19 | Pótselejtezőbe került                 |     | 0–2         | 2–0          | —        | 2–1      | 0–0          | 2–0   |
| 4.    | Bulgária     | 10 | 3  | 2 | 5 | 9  | 12 | −3  | 11 |                                       |     | 2–2         | 0–1          | 0–1      | —        | 2–0          | 1–1   |
| 5.    | Azerbajdzsán | 10 | 1  | 3 | 6 | 7  | 18 | −11 | 6  |                                       | 1–3 | 0–0         | 0–1          | 1–2      | —        | 2–0          |       |
| 6.    | Málta        | 10 | 0  | 2 | 8 | 3  | 16 | −13 | 2  |                                       | 0–1 | 0–1         | 0–3          | 0–1      | 2–2      | —            |       |

1. ↑  Horvátországtól 1 pontot levontak, a Horvátország–Olaszország mérkőzésen tapasztalt rasszista cselekmények miatt. Horvátországnak a következő két hivatalos UEFA mérkőzését zárt kapuk mögött kellett lejátszania, emellett 100 000 euró pénzbüntetést is kaptak.[1] A horvát szövetség fellebbezett, amelyet elutasítottak.[2]

## Mérkőzések
| 2014. szeptember 9. 18:00 |

| Azerbajdzsán | 1–2               | Bulgária                     |
| ------------ | ----------------- | ---------------------------- |
| Nazarov 54'  | (0–1) Jegyzőkönyv | Mitsanski 14' V. Hristov 87' |

| Bakcell Arena, Baku Játékvezető: Alon Yefet (izraeli) |

| 2014. szeptember 9. 20:45 |

| Horvátország            | 2–0               | Málta |
| ----------------------- | ----------------- | ----- |
| Modrić 46' Kramarić 81' | (0–0) Jegyzőkönyv |       |

| Maksimir Stadion, Zágráb Játékvezető: Vladislav Bezborodov (orosz) |

| 2014. szeptember 9. 20:45 |

| Norvégia | 0–2               | Olaszország          |
| -------- | ----------------- | -------------------- |
|          | (0–1) Jegyzőkönyv | Zaza 16' Bonucci 62' |

| Ullevaal Stadion, Oslo Játékvezető: Milorad Mažić (szerb) |

| 2014. október 10. 20:45 |

| Bulgária | 0–1               | Horvátország        |
| -------- | ----------------- | ------------------- |
|          | (0–1) Jegyzőkönyv | Bodurov 36' (öngól) |

| Vasil Levski National Stadium, Szófia Játékvezető: Antonio Mateu Lahoz (spanyol) |

| 2014. október 10. 20:45 |

| Olaszország       | 2–1               | Azerbajdzsán          |
| ----------------- | ----------------- | --------------------- |
| Chiellini 44' 82' | (1–0) Jegyzőkönyv | Chiellini 76' (öngól) |

| Stadio Renzo Barbera, Palermo Játékvezető: Hüseyin Göçek (török) |

| 2014. október 10. 20:45 |

| Málta | 0–3               | Norvégia               |
| ----- | ----------------- | ---------------------- |
|       | (0–2) Jegyzőkönyv | Dæhli 22' King 26' 49' |

| Nemzeti Stadion, Ta’ Qali Játékvezető: Antony Gautier (francia) |

| 2014. október 13. 20:45 |

| Horvátország                                                                          | 6–0               | Azerbajdzsán |
| ------------------------------------------------------------------------------------- | ----------------- | ------------ |
| Kramarić 11' Perišić 34' 45' Brozović 45+1' Modrić 57' (11-esből) Sadygov 61' (öngól) | (4–0) Jegyzőkönyv |              |

| Stadion Gradski vrt, Eszék Játékvezető: Stephan Studer (svájci) |

| 2014. október 13. 20:45 |

| Málta | 0–1               | Olaszország |
| ----- | ----------------- | ----------- |
|       | (0–1) Jegyzőkönyv | Pellè 24'   |

| Nemzeti Stadion, Ta’ Qali Játékvezető: Ovidiu Hațegan (román) |

| 2014. október 13. 20:45 |

| Norvégia                       | 2–1               | Bulgária    |
| ------------------------------ | ----------------- | ----------- |
| T. Elyounoussi 13' Nielsen 72' | (1–1) Jegyzőkönyv | Bodurov 43' |

| Ullevaal Stadion, Oslo Játékvezető: Olegário Benquerença (portugál) |

| 2014. november 16. 18:00 |

| Azerbajdzsán | 0–1               | Norvégia      |
| ------------ | ----------------- | ------------- |
|              | (0–1) Jegyzőkönyv | Nordtveit 25' |

| Bakcell Arena, Baku Játékvezető: Yevhen Aranovskiy (ukrán) |

| 2014. november 16. 20:45 |

| Bulgária     | 1–1               | Málta                 |
| ------------ | ----------------- | --------------------- |
| Galabinov 6' | (1–0) Jegyzőkönyv | Failla 49' (11-esből) |

| Vasil Levski National Stadium, Szófia Játékvezető: Martin Strömbergsson (svéd) |

| 2014. november 16. 20:45 |

| Olaszország  | 1–1               | Horvátország |
| ------------ | ----------------- | ------------ |
| Candreva 11' | (1–1) Jegyzőkönyv | Perišić 15'  |

| San Siro, Milánó Játékvezető: Björn Kuipers (holland) |

| 2015. március 28. 18:00 |

| Azerbajdzsán              | 2–0               | Málta |
| ------------------------- | ----------------- | ----- |
| Huseynov 4' Nazarov 90+2' | (1–0) Jegyzőkönyv |       |

| Tofiq Bahramov Republican Stadium, Baku Játékvezető: Halis Özkahya (török) |

| 2015. március 28. 18:00 |

| Horvátország                                                     | 5–1               | Norvégia   |
| ---------------------------------------------------------------- | ----------------- | ---------- |
| Brozović 30' Perišić 53' Olić 65' Schildenfeld 87' Pranjić 90+4' | (1–0) Jegyzőkönyv | Tettey 80' |

| Maksimir Stadion, Zágráb Játékvezető: Carlos Velasco Carballo (spanyol) |

| 2015. március 28. 20:45 |

| Bulgária                   | 2–2               | Olaszország                  |
| -------------------------- | ----------------- | ---------------------------- |
| I. Popov 11' Mitsanski 17' | (2–1) Jegyzőkönyv | Y. Minev 4' (öngól) Éder 84' |

| Vasil Levski National Stadium, Szófia Játékvezető: Damir Skomina (szlovén) |

| 2015. június 12. 20:45 |

| Horvátország  | 1–1               | Olaszország             |
| ------------- | ----------------- | ----------------------- |
| Mandžukić 11' | (1–1) Jegyzőkönyv | Candreva 36' (11-esből) |

| Stadion Poljud, Split Játékvezető: Martin Atkinson (angol) |

| 2015. június 12. 20:45 |

| Málta | 0–1               | Bulgária     |
| ----- | ----------------- | ------------ |
|       | (0–0) Jegyzőkönyv | I. Popov 56' |

| Nemzeti Stadion, Ta’ Qali Játékvezető: Alekszandar Sztavrev (macedón) |

| 2015. június 12. 20:45 |

| Norvégia | 0–0         | Azerbajdzsán |
| -------- | ----------- | ------------ |
|          | Jegyzőkönyv |              |

| Ullevaal Stadion, Oslo Játékvezető: Paweł Gil (lengyel) |

| 2015. szeptember 3. 18:00 |

| Azerbajdzsán | 0–0         | Horvátország |
| ------------ | ----------- | ------------ |
|              | Jegyzőkönyv |              |

| Bakcell Arena, Baku Játékvezető: Ruddy Buquet (francia) |

| 2015. szeptember 3. 20:45 |

| Bulgária | 0–1               | Norvégia   |
| -------- | ----------------- | ---------- |
|          | (0–0) Jegyzőkönyv | Forren 57' |

| Vasil Levski National Stadium, Szófia Játékvezető: Bas Nijhuis (holland) |

| 2015. szeptember 3. 20:45 |

| Olaszország | 1–0               | Málta |
| ----------- | ----------------- | ----- |
| Pellè 69'   | (0–0) Jegyzőkönyv |       |

| Stadio Artemio Franchi, Firenze Játékvezető: Ivan Kružliak (szlovák) |

| 2015. szeptember 6. 18:00 |

| Málta                  | 2–2               | Azerbajdzsán        |
| ---------------------- | ----------------- | ------------------- |
| Mifsud 55' Effiong 71' | (0–1) Jegyzőkönyv | Amirguliyev 36' 80' |

| Nemzeti Stadion, Ta’ Qali Játékvezető: Harald Lechner (osztrák) |

| 2015. szeptember 6. 18:00 |

| Norvégia                       | 2–0               | Horvátország |
| ------------------------------ | ----------------- | ------------ |
| Berget 51' Ćorluka 69' (öngól) | (0–0) Jegyzőkönyv |              |

| Ullevaal Stadion, Oslo Játékvezető: Kassai Viktor (magyar) |

| 2015. szeptember 6. 20:45 |

| Olaszország            | 1–0               | Bulgária |
| ---------------------- | ----------------- | -------- |
| De Rossi 6' (11-esből) | (1–0) Jegyzőkönyv |          |

| Stadio Renzo Barbera, Palermo Játékvezető: Szergej Karaszjov (orosz) |

| 2015. október 10. 18:00 |

| Azerbajdzsán             | 1–3               | Olaszország                          |
| ------------------------ | ----------------- | ------------------------------------ |
| Nazarov 31' Hüseynov 88′ | (1–2) Jegyzőkönyv | Éder 11' El Shaarawy 43' Darmian 65' |

| Bakı Olimpiya Stadionu, Baku Játékvezető: William Collum (skót) |

| 2015. október 10. 18:00 |

| Norvégia                 | 2–0               | Málta |
| ------------------------ | ----------------- | ----- |
| Tettey 19' Søderlund 52' | (1–0) Jegyzőkönyv |       |

| Ullevaal Stadion, Oslo Játékvezető: Arnold Hunter (északír) |

| 2015. október 10. 20:45 |

| Horvátország                                  | 3–0               | Bulgária |
| --------------------------------------------- | ----------------- | -------- |
| Perišić 2' Rakitić 42' N. Kalinić 81' Čop 89′ | (2–0) Jegyzőkönyv |          |

| Maksimir Stadion, Zágráb Játékvezető: Artur Dias (portugál) |

| 2015. október 13. 20:45 |

| Bulgária                        | 2–0               | Azerbajdzsán |
| ------------------------------- | ----------------- | ------------ |
| M. Aleksandrov 20' Rangelov 56' | (1–0) Jegyzőkönyv |              |

| Vasil Levski National Stadium, Szófia Játékvezető: Bognár Tamás (magyar) |

| 2015. október 13. 20:45 |

| Olaszország            | 2–1               | Norvégia   |
| ---------------------- | ----------------- | ---------- |
| Florenzi 73' Pellè 82' | (0–1) Jegyzőkönyv | Tettey 23' |

| Olimpiai Stadion, Róma Játékvezető: Felix Brych (német) |

| 2015. október 13. 20:45 |

| Málta | 0–1               | Horvátország |
| ----- | ----------------- | ------------ |
|       | (0–1) Jegyzőkönyv | Perišić 25'  |

| Nemzeti Stadion, Ta’ Qali Játékvezető: Andre Marriner (angol) |